# Chiesa dei Santi Pietro e Paolo (Chienes)
La chiesa dei Santi Pietro e Paolo (in ted. Pfarrkirche St. Peter und Paul) è la parrocchiale di Chienes, in provincia di Bolzano e diocesi di Bolzano-Bressanone; fa parte del decanato di Brunico.

## Storia

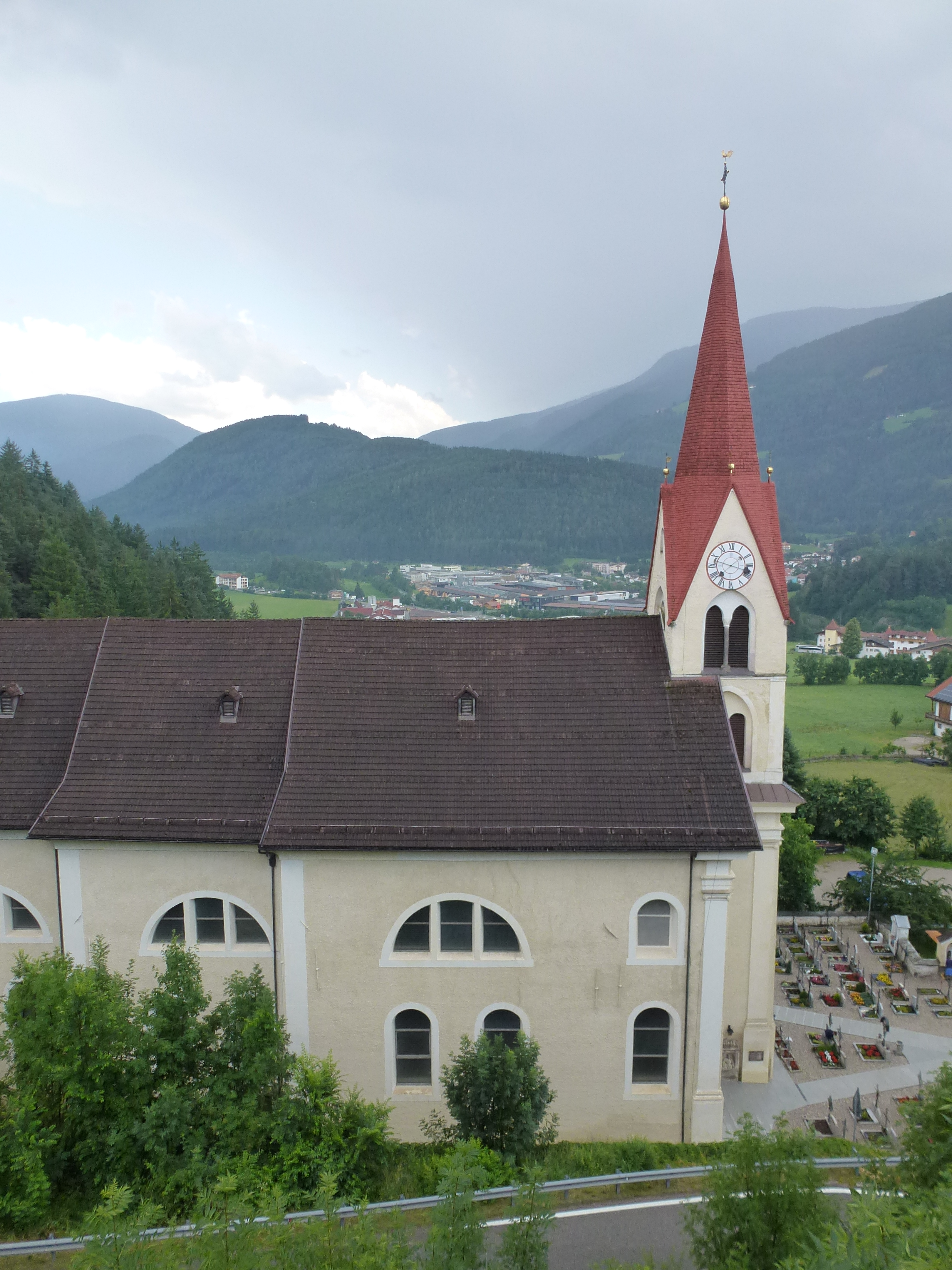
La chiesa vista da un'altra angolatura

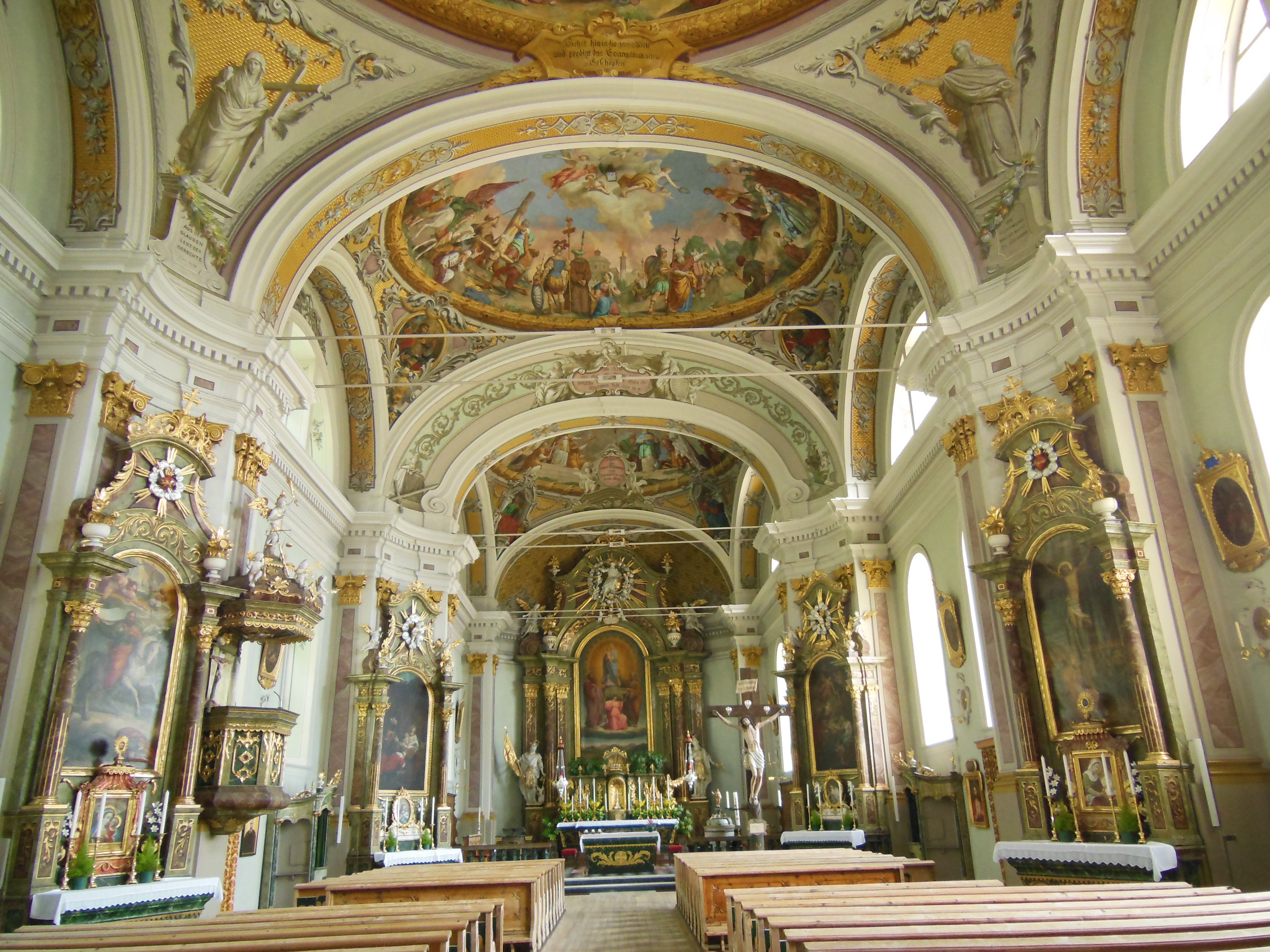
L'interno della chiesa

Le prime attestazioni dell'esistenza di una chiesa a Chienes risalgono al XI secolo.
Negli anni 1157–1164 il vescovo Hartmann di Bressanone incorpora la parrocchia di Chienes («parrochialem ecclesiam Chiens cum terminis suis et omni iure ecclesiastico celle, quę dicitur ad sanctę Marię gratias») al convento di Novacella presso Bressanone.
La chiesetta romanica venne sostituita da una nuova in stile gotico nel Quattrocento.
All'inizio del XIX secolo la chiesa quattrocentesca si rivelò insufficiente a soddisfare le esigenze dei fedeli e, così, si decise di edificarne una nuova più ampia. La prima pietra dell'attuale parrocchiale venne posta nel 1835; l'edificio, progettato dal parroco di Val di Vizze don Jakob Prantl, fu ultimato e consacrato nel 1838.

## Descrizione
L'interno della chiesa, ad un'unica navata, è caratterizzato da paraste e dalla volta a botte ribassata; l'aula termina con l'abside a tre lati.
Il campanile, addossato alla facciata, risale al XV secolo ed è caratterizzato da due ordini di bifore.